# Wichmann (Hamaland)
Wichmann (* unbekannt; † an einem 20. Juni zwischen 973 und 983, eigentlich Wichmann II.) war Graf im Hamaland und Gründer des Stiftes Elten. Wahrscheinlich war er auch Graf in Gent, Drenthe, im Salland und Vogt der Abtei von Saint-Omer.

## Familie
Wichmann war, obwohl in Lothringen begütert, von vornehmer sächsischer Abstammung. Seine familiäre Abstammung ist nicht gesichert, ein Graf Wichmann aus Hamaland, der als Vorfahre angesehen wird, erscheint erstmals 855 in einer Urkunde für das Kloster Werden. Weitere Familienmitglieder traten in karolingischer Zeit in Abwehrkämpfen gegen die Normannen in führenden Positionen auf. Wichmann selbst erscheint erstmals 952 in einer Urkunde, in der Otto I. dem Moritzkloster in Magdeburg Besitz in Deventer in der Grafschaft des Wichmann übertrug. Vermutlich war Wichmann zu dieser Zeit bereits verheiratet, da eine seiner Töchter um 1015 etwa 65 Jahre alt gewesen ist.
Wichmanns Ehefrau war Liutgard, Tochter des Grafen Arnulf I. von Flandern. Diese Ehe steigerte die Bedeutung und das Ansehen Wichmanns beträchtlich, da die Grafen von Flandern mehrfach mit den Karolingern verwandt waren. Noch Wichmanns Enkel, Bischof Meinwerk von Paderborn, wurde in seiner Vita als „von königlichem Stamm“ bezeichnet. Aus der Ehe gingen drei, möglicherweise auch vier Kinder hervor:
- Liutgart, erste Äbtissin von Elten
- Adela
- Wichmann († vor 968)
- Meginhard († vor 968), fraglich

Wichmanns Ehefrau starb am 15. Oktober 962, wie sich aus Nekrologeinträgen für Liutgard der Stifte Elten und Essen und einer Schenkungsurkunde Wichmanns für eine Abtei bei Gent erschließen lässt. Möglicherweise hatte sich Liutgard in ein Frauenstift zurückgezogen, da der Essener Nekrologeintrag sie als „ancilla christi“ bezeichnet.

## Gründung Eltens
Vor dem Jahr 968 waren der oder die Söhne Wichmanns bereits als Kinder verstorben, so dass Wichmann ohne männlichen Erben war. Wichmann befand sich damit in der gleichen Lage wie wenige Jahre zuvor Gero, der nach dem Tod seiner Söhne das Stift Gernrode gegründet und diesem seinen Besitz übertragen hatte, um so den Memorialdienst für sein Geschlecht sicherzustellen, und wählte dieselbe Lösung, nämlich die Gründung eines Frauenstifts. Am 29. Juni 968 stellte Kaiser Otto I. auf Intervention der Kaiserin Adelheid und des Bischofs Theoderich von Metz dem bereits von Wichmann begüterten Stift umfangreiche Güter, die Wichmann bisher als Lehen besessen hatte. Ein Stiftspatron ist in der Urkunde nicht genannt, möglicherweise war die Gründung noch nicht abgeschlossen. Erst die nächste Urkunde Ottos I. für Elten vom 3. August 970 bezeichnet den Hl. Vitus als Stiftspatron. In dieser Urkunde, die Wichmann selbst in Italien erwirkte, bestätigte Otto die Schenkungen Wichmanns an das Stift mit 17 Höfen und weiterem Streubesitz in vier Grafschaften.
Abgeschlossen wurde die Gründung des Stifts Elten im Dezember 973. Wichmann und seine nun als Äbtissin bezeichnete Tochter suchten Otto II. in Nimwegen auf, wo sie von Otto die Bestätigung der Schenkungen Ottos I. an das Stift erwirkten. Darüber hinaus unterstellte Otto das Stift Elten nach dem Vorbild der Stifte Gandersheim, Quedlinburg und Essen seinem königlichen Schutz und verlieh ihm die Immunität. Die Stiftsdamen erhielten das Recht der freien Äbtissinnenwahl, die Äbtissin die freie Wahl des Vogtes. Wichmanns Familienstift war damit Reichsstift geworden.

## Wichmanns Tod
Nach Abschluss der Gründung Eltens trat Wichmann in das 974 von Erzbischof Gero von Köln gegründete Kloster St. Vitus in Gladbach ein. Dort verstarb er, wie aus dem Eintrage „Wicmannus conversus“ in einem Gladbacher Nekrolog hervorgeht, an einem 20. Juni. Da der Erbstreit zwischen seinen Töchtern bereits zu Lebzeiten Ottos II. (†983) ausbrach, muss er vor 983 gestorben sein.